# Cormonema biglandulosa
Cormonema biglandulosa là một loài thực vật có hoa trong họ Táo. Loài này được (Sessé & Moc.) Standl. mô tả khoa học đầu tiên năm 1923.